# 落合正利
落合　正利（おちあい　まさとし、1952年8月19日 - ）は、神奈川県横浜市出身の日本の柔道家。

## 経歴
小学校4年の時に東京オリンピック重量級金メダリストの猪熊功を輩出したことで知られる、横須賀の渡辺利一郎が指導する渡辺道場で柔道を始めた。日大藤沢高校時代にはインターハイにも出場した。日本大学時代には軽中量級の選手として活躍した。卒業後は建設会社への就職が決まっていたものの、高校時代の恩師である宮本隆などに誘われて土浦日大高校の社会科教員となり、柔道部を指導することとなった。指導にあたっては特に寝技に力を入れて実績を築き上げていったことから、｢寝技の土浦日大｣の異名を取るまでになった。また、全日本柔道連盟の強化委員にも就任した。
1994年には教え子の外岡裕子が世界ジュニアの72kg超級で優勝を飾った。一方で、全国大会の団体戦では柳川高校や夙川学院高校に阻まれて優勝まで後一歩のところで逃していたが、1996年のインターハイにおいて高校生にしてアトランタオリンピック66kg級の代表になった一見理沙などの活躍により初優勝を飾った。1999年には後の2004年アテネオリンピック78kg超級の金メダリスト塚田真希の活躍により、金鷲旗でも優勝を果たした。2003年のインターハイでは後に48kg級の世界チャンピオンとなる福見友子や70kg級で世界3位となる渡邊美奈などの活躍により2度目の優勝を飾った。

## 監督としての実績
- 金鷲旗　優勝1回(1999年)
- インターハイ　優勝2回(1996年、2003年)

(出典、、)。